# 21 octobre 1984
Le dimanche 21 octobre 1984 est le 295e jour de l'année 1984.

## Naissances
- Edemir Rodríguez, footballeur international bolivien
- Artsvik, chanteuse et compositrice arménienne
- Kenny Cooper, joueur de soccer international américain
- Daniel Herrera, lanceur de relève gaucher des Ligues majeures de baseball
- Anna Bogdanova, athlète russe spécialiste de l'heptathlon
- Marc Zinga, acteur et chanteur belge
- Oleksandr Romanchuk, footballeur ukrainien
- José Lobatón, receveur des Ligues majeures de baseball
- Alain Koudou, footballeur ivoirien naturalisé belge
- Kieran Richardson, footballeur international anglais
- Hoang Ngan Nguyen, karatéka vietnamienne
- Silvio Heinevetter, handballeur allemand
- Anouk Leblanc-Boucher, patineuse canadienne de courte piste
- Rosane Doré Lefebvre, femme politique canadienne
- Jessica Michibata, mannequin japonais

## Décès
- Louis-Herman De Koninck (né le 31 mars 1896), architecte et designer belge
- Adolf Fischer (né le 18 novembre 1900), acteur et producteur de cinéma allemand
- Maurice Henry (poète) (né le 29 décembre 1907), poète, peintre, dessinateur et cinéaste français
- Thomas Walsh (né le 19 septembre 1908), écrivain américain
- François Truffaut (né le 6 février 1932), cinéaste français

## Autres événements
- Début de la diffusion de la série télévisée Merci Bernard
- Élections régionales de 1984 au Vorarlberg en Autriche
- Fin du Championnat du Zaïre de football 1984
- Découverte de l'astéroîde (4399) Ashizuri
- Miguel Febres Cordero est canonisé
- Premier incident significatif marquant le début de la Catastrophe de Bhopal
- Attentat contre les locaux de Dassault à Saint Cloud
- Ouverture au public du Cimetière commémoratif des combattants de la lutte de libération nationale à Novi Sad
- Dernière épreuve de la saison 1984 de Formule 1 au Portugal sur le circuit d'Estoril